# Oktet
Oktet (od łac. octo – osiem) – dwuznaczny termin muzyczny:
1. zespół muzyczny ośmiu osób;
2. utwór muzyczny dla takiego zespołu, np. na osiem instrumentów solowych, rzadziej głosów.

Pod nazwą oktet, stosowaną od XIX w. muzyce instrumentalnej na wzór pojęcia trio, kwartet itp., występują utwory na różne składy i w różnych stylach. W 2 połowie XVIII w. w muzyce plenerowej popularnością cieszyły się oktety na instrumenty dęte, tzw. Harmoniemusik (harmonia) na podwójną obsadę obojów, klarnetów, fagotów i rogów. Na takie zespoły powstawały divertimenta i serenady, m.in. Feldparthien B-dur, Es-dur, B-dur Haydna (Hob.II-41,42,43), Serenada Es-dur KV 375 i Serenada c-moll (Nacht Musique) KV 388 Mozarta i „Parthia dans un Concert...” Es-dur Beethovena, w 1830 wydana pod używanym do dzisiaj tytułem „Grand Octuor”. Na klasyczną obsadę „harmonii” przeznaczony jest neoklasyczny Octuor Igora Strawinskiego.
Divertimenta, najczęściej co najmniej 5-częściowe, komponowano także na oktety o różnych obsadach mieszanych, będących zminiaturyzowanymi orkietrami (przykładem kilkanaście utworów Haydna). Najwybitniejszym oktetem tego typu jest Oktet F-dur (1824) na klarnet, fagot, róg, dwoje skrzypiec, altówkę, wiolonczelę i kontrabas Franza Schuberta.
W XIX w. popularność zyskały 4-częściowe oktety będące jakby kameralnymi symfoniami w obsadzie na instrumenty dęte i smyczkowe (Oktet E-dur op. 32 L. Spohra, Oktet Es-dur op. 96 A. Reichy), ale częściej na same smyczkowe, tj. czworo skrzypiec, dwie altówki i dwie wiolonczele. Takim właśnie utworem jest Oktet Es-dur Feliksa Mendelssohna.
Mimo 8-osobowej obsady, nie uważane są za oktety utwory na dwa dialogujące kwartety smyczkowe, jakie komponował m.in. Louis Spohr (d-moll op. 65, Es-dur op. 77, e-moll op. 87, g-moll op. 136). W XX w. taki podwójny kwartet ma dość ekscentrycznego reprezentanta w postaci utworu Dariusa Milhauda: oktet powstaje z jednoczesnego wykonania XIV i XV Kwartetu smyczkowego.
Oktety wokalne spotykane są sporadycznie w operze jako krótkie fragmenty ensambli – np. w Falstaffie Giuseppe Verdiego. Wyjątkowy, bo samodzielny, jest oktet dozorców w II akcie Nosa Dmitrija Szostakowicza, dublowany przez 4 wiolonczele i 4 kontrabasy.